# Léopold Leau
Pour les articles homonymes, voir Léau (homonymie).
Léopold Leau, né en 1868 et mort en 1943, est un mathématicien et linguiste français, connu pour son travail documentaire sur la langue auxiliaire internationale, notamment concernant l'espéranto et l'Ido.

## Biographie
Léopold Leau fut professeur agrégé de mathématiques au lycée Émile-Zola de Rennes. En 1897, il obtient le doctorat ès sciences mathématique avec un mémoire intitulé Étude sur les équations fonctionnelles à une ou a plusieurs variables à l'université de Paris. Il est ensuite nommé professeur à la faculté des sciences de l'université de Nancy.
En 1901, Léopold Leau fonde avec son collègue Louis Couturat, mathématicien et linguiste comme lui, la délégation pour l'adoption d'une langue auxiliaire internationale à la suite du constat des difficultés de traduction dans diverses langues lors de l'Exposition universelle de 1900.
En 1903, il co-écrit avec Louis Couturat l'important ouvrage Histoire de la Langue Universelle.
En 1907, ils rédigent ensemble une suite intitulée Les Nouvelles Langues Internationales.
Il est nommé doyen en 1931 puis doyen honoraire en 1934.